# Trois Couleurs (trilogie)
Pour les articles homonymes, voir Trois couleurs.
 Pour plus de détails, voir Fiche technique et Distribution
Trois Couleurs est un triptyque cinématographique du réalisateur polonais Krzysztof Kieślowski sorti en 1993-1994.

## Filmographie
Cette trilogie, réalisée par Krzysztof Kieślowski, est composée de :
- Bleu, sorti en 1993, récompensé d’un Lion d'or à la Mostra de Venise ;
- Blanc, sorti en 1994, récompensé d’un Ours d'argent du meilleur réalisateur à Berlin ;
- Rouge, sorti en 1994, en compétition au Festival de Cannes 1994, aux trois nominations aux Oscars 1995, six nominations aux César 1995 et récompensé d’un César de la meilleure musique.

## Fiche technique
| Titre        | Bleu (1993)          | Blanc (1994)         | Rouge (1994)         |
| ------------ | -------------------- | -------------------- | -------------------- |
| Réalisateur  | Krzysztof Kieślowski | Krzysztof Kieślowski | Krzysztof Kieślowski |
| Scénaristes  | Krzysztof Kieślowski | Krzysztof Kieślowski | Krzysztof Kieślowski |
| Scénaristes  | Krzysztof Piesiewicz |                      |                      |
| Producteur   | Marin Karmitz        | Marin Karmitz        | Marin Karmitz        |
| Musique      | Zbigniew Preisner    | Zbigniew Preisner    | Zbigniew Preisner    |
| Son          | Jean-Claude Laureux  | Jean-Claude Laureux  | Jean-Claude Laureux  |
| Décors       | Claude Lenoir        | Claude Lenoir        | Claude Lenoir        |
| Photographie | Sławomir Idziak      | Edward Kłosiński     | Piotr Sobociński     |
| Montage      | Jacques Witta        | Urszula Lesiak       | Jacques Witta        |
| Sortie       | 8 septembre 1993     | 26 janvier 1994      | 14 septembre 1994    |
| Durée        | 100 minutes          | 91 minutes           | 99 minutes           |
| Entrées      | 1 239 919            | ?                    | 821 025              |
| Genre        | Film dramatique      | Film dramatique      | Film dramatique      |
| Distributeur | MK2                  | MK2                  | MK2                  |

## Distribution
| Julie Vignon-de Courcy | Juliette Binoche |                      |                        |
| Olivier Benoit         | Benoît Régent    |                      |                        |
| Sandrine               | Florence Pernel  |                      |                        |
| Madame Vignon          | Emmanuelle Riva  |                      |                        |
| la journaliste         | Hélène Vincent   |                      |                        |
| l'agent immobilier     | Philippe Volter  |                      |                        |
| le médecin             | Claude Duneton   |                      |                        |
| Patrice de Courcy      | Hugues Quester   |                      |                        |
| Karol Karol            |                  | Zbigniew Zamachowski |                        |
| Dominique Vidal        |                  | Julie Delpy          |                        |
| Mikołaj                |                  | Janusz Gajos         |                        |
| Jurek                  |                  | Jerzy Stuhr          |                        |
| Monsieur Bronek        |                  | Jerzy Trela          |                        |
| Valentine Dussaut      |                  |                      | Irène Jacob            |
| Joseph Kern, le juge   |                  |                      | Jean-Louis Trintignant |
| Auguste Bruner         |                  |                      | Jean-Pierre Lorit      |
| le photographe         |                  |                      | Samuel Le Bihan        |

## Analyse
Bleu, blanc et rouge sont les couleurs du drapeau français et le thème de chaque film est basé sur l'un des trois termes de la devise de la France : « Liberté, Égalité, Fraternité ». Au même titre que les Dix Commandements dans Le Décalogue, Kieślowski illustre ces valeurs avec ambiguïté et ironie.
Ces trois films furent le premier grand succès de Kieślowski en dehors de Pologne et sont sans doute ses œuvres les plus acclamées après Le Décalogue. Le critique Roger Ebert a notamment qualifié la trilogie de chef-d'œuvre. Plus généralement, elle est considérée comme une œuvre majeure du cinéma moderne.
Chaque film commence de la même manière : on y entend un bruit et ensuite on voit ce qui le produit. Chaque fois, l'objet en question a un rôle déterminant dans le cours de l'histoire : la voiture bientôt accidentée dans Bleu, la valise dans Blanc et le témoin du téléphone dans Rouge.
Les trois histoires sont quasiment indépendantes ; cependant, on remarque dans chaque film une vieille dame qui tente de jeter une bouteille dans une poubelle de tri. Alors que Julie (Bleu), absorbée par son chagrin, ne la remarque pas et que Karol (Blanc) la regarde en souriant ironiquement, Valentine (Rouge) l'aide à pousser la bouteille dans le container. On peut peut-être y voir l'évolution du personnage principal à travers la trilogie, et ainsi un message encourageant puisque c'est la fraternité et l'entraide qui l'emportent sur l'indifférence et la moquerie.
Autre clin d'œil d'un film à l'autre: lors de la scène au palais de justice de Bleu, Julie (Bleu) essaye d’entrer dans la salle d'audience du divorce de Karol (Blanc). Cette scène est vue en suivant Julie dans Bleu, et vue de l'intérieur de la salle dans Blanc; à la fin de Rouge, parmi les rescapés de l'accident de ferry, on retrouve les personnages principaux de Blanc et de Bleu. Ces participations exceptionnelles apparaissent dans les génériques de fin de Blanc et Rouge, juste après les distributions.
Rouge marquera la fin de la carrière et le dernier film tourné par Krzysztof Kieślowski. Lors de l'émission Bouillon de Culture en 1994, interrogé par Bernard Pivot, il déclare : « J'arrête, j'en ai assez du cinéma. Tourner est pour moi un stress trop disproportionné par rapport à la satisfaction que cela procure. J'ai décidé, j'arrête ! »

## Autour du film
- Le concept de lien entre les personnages d'une série de films fut déjà utilisé dans le film L'Amour l'après-midi d'Éric Rohmer, 6e et dernier volet des Six contes moraux en 1972 (certains personnages issus des précédents films apparaissent lors d'une scène de rêve) et fut repris par la trilogie de Lucas Belvaux en 2002.
- La trilogie est citée dans le 12e épisode de la 4e saison de la série américaine Community, dans lequel les personnages découvrent qu'un lien les unissaient bien avant leur rencontre, à la manière de l'épilogue de Rouge.
- La trilogie Blood and Ice Cream Trilogy d'Edgar Wright rend hommage aux Trois couleurs, en donnant une couleur caractéristique à chacun des films : rouge pour le film d'horreur, bleu pour le film policier et vert pour le film d'aliens.

## Récompenses
- Lion d'or à la Mostra de Venise pour Bleu, sorti en 1993
- Grand prix 1994 de l'UPCB / UBFP - Union de la presse cinématographique belge
- César de la meilleure musique écrite pour un film (Zbigniew Preisner) - César 1995